# 五十年來中國之文學
《五十年來中國之文學》是胡適的一篇論文，約五萬字，寫於1922年，當時是應《申報》（創刊於1872年）五十週年紀念刊《最近之五十年》之約而作，原來分十節，沒有標題。各節標題為收入“人人袖珍文庫”時編者所加註。1924年3月，與姐妹作《五十年來之世界哲學》同時出版。
胡適在此書中將五十年來古文學的變化分成四個小段：
- 嚴復、林紓的翻譯的文學；
- 譚嗣同、梁啟超一派的議論的文學；
- 章炳麟的述學的文學；
- 章士釗一派的政論的文學。

《五十年來之中國文學》在出版之前，曾寄給好友魯迅看過，魯迅後來回覆胡適：“大稿已經讀訖，警辟之至，大快人心！我很希望早日印成，因為這種歷史的提示，勝過許多空理論。但白話的生成，總當以《新青年》主張以後為大關鍵，因為態度很平正，若夫以前文豪之偶用白話入詩文者，看起來總覺得和運用‘僻典’有同等之精神也。”